# Ray Edwards
Ray Edwards (født 1. januar 1985 i Cincinnati, Ohio, USA) er en amerikansk footballspiller (defensive end), der pt. er free agent. Han har tidligere spillet i NFL for Minnesota Vikings og Atlanta Falcons.

## Klubber
- Minnesota Vikings (2006–2010)
- Atlanta Falcons (2011–2012)